# Картасик
Картасик — деревня в Верхнекамском районе Кировской области России. Входит в состав Лойнского сельского поселения. Код ОКАТО — 33207828008.

## География
Деревня находится на северо-востоке Кировской области, в северной части Верхнекамского района, к востоку от реки Нюба (приток реки Порыш).
Расстояние до районного центра (города Кирс) — 69 км.

## Население
По данным Всероссийской переписи, в 2010 году численность населения деревни составляла 1 человека (1 мужчина).